# Райозеро
Райозеро (укр. Райозеро) — село,
Райозерский сельский совет,
Оржицкий район,
Полтавская область,
Украина.
Код КОАТУУ — 5323684601. Население по переписи 2001 года составляло 563 человека.
Является административным центром Райозерского сельского совета, в который, кроме того, входят сёла
Ивахненки,
Полуниевка и
Сауловка.

## Географическое положение
Село Райозеро находится на берегах реки Иржавец,
выше по течению на расстоянии в 1,5 км расположено село Сауловка,
ниже по течению на расстоянии в 1,5 км расположено село Полуниевка.
Река в этом месте пересыхает, на ней сделано несколько запруд.
Через село проходит автомобильная дорога Т-1713.

## История
После 2008 г. в село вошла неликвидированая часть Сауловки
В 1945 г. Указом Президиума ВС УССР село Рейзерово переименовано в Райозеро.
После 1871 г. присоединен х. Грицунов
Село указано на трехверстовке Полтавской области. На военно-топографической карте 1869 года обозначено как хутор Руйзера (Иржавец)